# مخطط النسل

مخطط نسل أفقي، جذره إلى اليسار

مخططا نسل عموديين متماثلين، جذراهما إلى الأسفل.

مخطط النسل  أو شجرة الأصل أو النسب (بالإنجليزية: cladogram)‏ (من الكلمة الإغريقية clados «فرع» وgramma «حرف») هو مبيان يُستخدم في التصنيفات التفرعية لإظهار العلاقة بين الكائنات. مخطط النسل ليس شجرة تطور لأنه لا يُظهر كيفية ترابط الأسلاف بالسُّلان، ولا مدى تغيرهم عبر الزمن. الكثير من شجرات التطور يمكن استنتاجها من مخطط نسل واحد. يستخدم مخطط النسل خطوطا تتفرع في اتجاهات مختلفة تنتهي عند فرع حيوي وهو مجموعة من الكائنات تشترك في أحدث سلف مشترك.
```
توجد العديد من الأشكال لمخططات النسل لكن جميعها يحتوي على خطوط تتفرع من خطوط أخرى. يمكن تتبع الخط رجوعا إلى التفرع الذي تفرع منه، وتمثل نقاط التفرع هذه سلفا افتراضيا (ليس كيانا فعليا) والذي يمكن الاستدلال عليه لإظهار السمات المشتركة بين الأصناف الطرفية التي تنحدر منه.
[
6
]
[
8
]
 يمكن بعد ذلك للسلف الافتراضي أن يوفر قرائن حول نظام تطور العديد من الميزات، التأقلم، والصفات التطورية الأخرى الخاصة بالأسلاف.
```